# Paradesmodora immersa
Paradesmodora immersa är en rundmaskart som beskrevs av Christian Wieser 1954. Paradesmodora immersa ingår i släktet Paradesmodora och familjen Desmodoridae. Inga underarter finns listade i Catalogue of Life.